# Rhododiplobia
Genre
Rhododiplobia est un genre d'algues rouges incertae sedis. 

## Liste d'espèces
Selon AlgaeBase (5 août 2013) et World Register of Marine Species (5 août 2013) :
- Rhododiplobia cor-margartiae Kirkpatrick, 1912 (espèce type)